# Ло Цзяньмін
Ло Цзяньмін (6 листопада 1969) — китайський важкоатлет.
Бронзовий призер Олімпійських Ігор 1992 року в категорії до 56 кг.